# Dandapur, Gokak
Dandapur là một làng thuộc tehsil Gokak, huyện Belgaum, bang Karnataka, Ấn Độ.